# Tetrastigma schlechteri
Tetrastigma schlechteri är en vinväxtart som beskrevs av Carl Karl Adolf Georg Lauterbach. Tetrastigma schlechteri ingår i släktet Tetrastigma och familjen vinväxter. Inga underarter finns listade i Catalogue of Life.